# Райнбах-им-Мюлькрайс
Райнбах-им-Мюлькрайс (нем. Rainbach im Mühlkreis) — ярмарочная коммуна (нем. Marktgemeinde) в Австрии, в федеральной земле Верхняя Австрия. 
Входит в состав округа Фрайштадт.  Население составляет 2901 человек (на 31 декабря 2005 года). Занимает площадь 49 км². Официальный код  —  40 615.

## Политическая ситуация
Бургомистр коммуны — Фридрих Штоккингер (АНП) по результатам выборов 2003 года.